# Stadion Tunas Bangsa
Stadion Tunas Bangsa – wielofunkcyjny stadion w Lhokseumawe, w Indonezji. Używany głównie do meczów piłkarskich. Swoje spotkania rozgrywa na nim PSLS Lhokseumawe. Obiekt może pomieścić 12, 15 lub 20 tysięcy widzów i został wybudowany w 1996 roku. Inauguracja obiektu odbyła się w 2004.